# کیتسوکی، اوئیتا
کیتسوکی در استان اوئیتا در کشور ژاپن واقع شده‌است  که دارای جمعیت ۳۳٬۴۶۵ نفر و مساحت ۲۸۰٫۰۱ کیلومتر مربع با تراکم جمعیت ۱۲۰  نفر در کیلومترمربع است و در تاریخ ۱ اکتبر ۲۰۰۵ به عنوان شهر شناخته شد.